# 干瓢

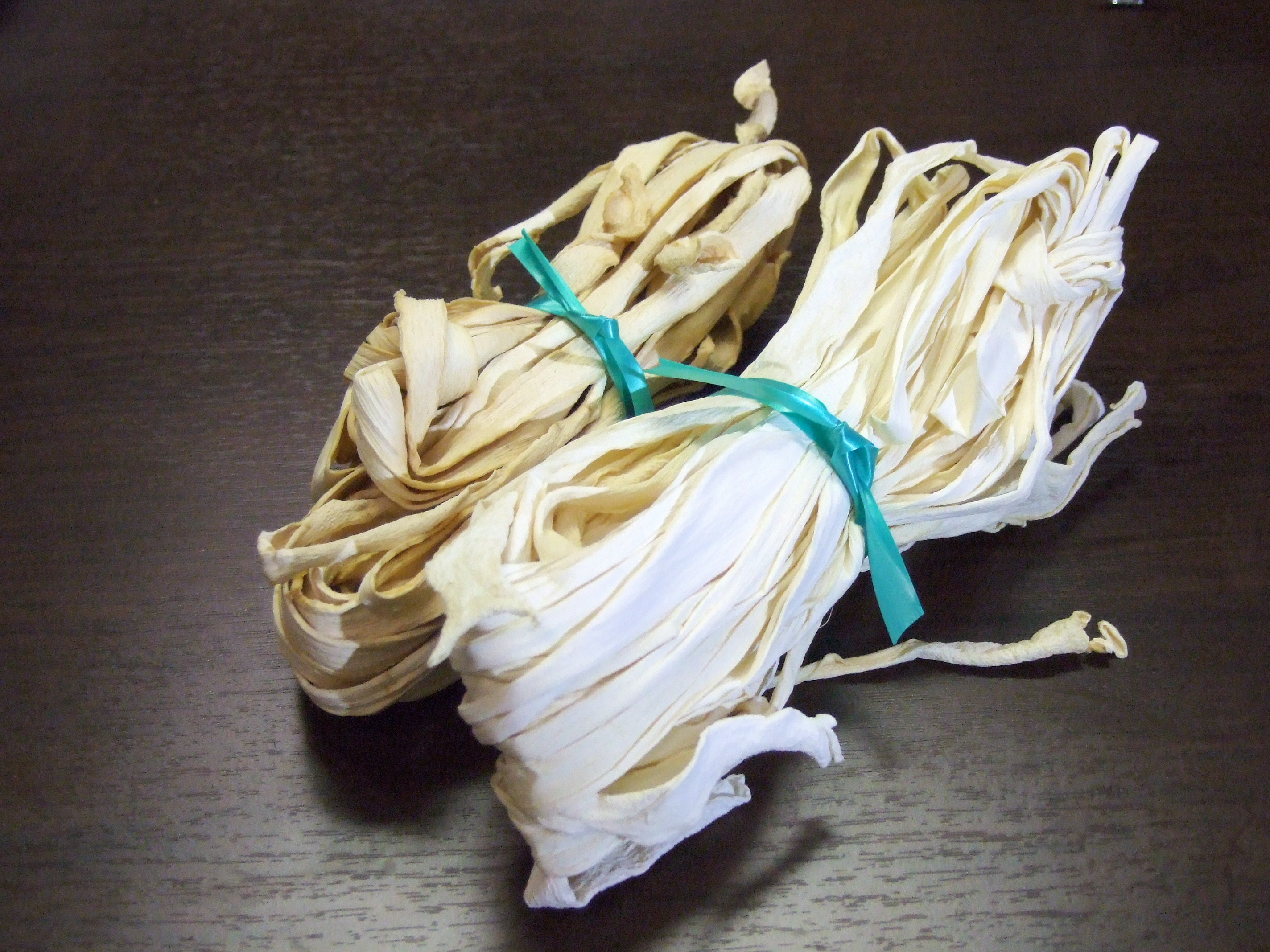
還沒用水泡發的干瓢

干瓢（日语：かんぴょう，有時也會寫作乾瓢）是一種源於日本、由葫蘆的果實剝成帶狀後，再乾燥加工而成的乾貨類食品。干瓢用水泡發後烹煮，可用作卷壽司的材料、燉菜、拌菜等。干瓢的熱量低，並含豐富膳食纖維。
2021年，干瓢在日本的流通量是1039噸，其中中国大陆出產852噸，日本國內產187噸，當中99%以上日本產干瓢來自栃木縣。

## 製法

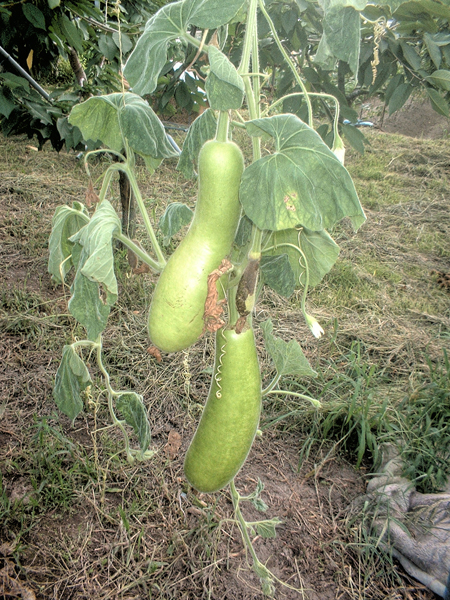
干瓢的原材料——葫蘆

在栃木縣，農夫會在四月中旬開始種植葫蘆苗，之後在五月鋪設稻草，以防乾燥和病害。當葫蘆果實長到7～8公斤時，就會在夏季收割，並進行加工。農夫通常在氣溫較低、日出前的清晨時分進行耕作。

## 加工
當葫蘆的直徑達到大約30厘米時就會進行收割。傳統上，人們會用菜刀將其切成圓片，挖出中心的瓜瓤，並使用手刨刀從內側進行均勻的刨削。然而，現今在主要的產地，葫蘆的加工已經實現了機械化：葫蘆會被固定在機械軸上，而機械軸配備有腳踏槓桿或者馬達，使葫蘆旋轉，從側面靠近剝皮器以去掉硬外皮。為了防止晃動，刨刀刀片會被半固定，方便將葫蘆剝成長條帶狀。在某些地區如栃木縣製作干瓢時有泡水工序，而在其他地區如福島縣則無此工序。

## 乾燥
一般來說，重達6至7公斤的葫蘆可製作約150克干瓢。傳統製法中，干瓢需要兩天進行乾燥：第一天會先吊在竹竿上晾乾，之後一天會被切齊後鋪在草蓆上晾乾。如遇雨天等情況，則學要超過三天以上的時間乾燥，導致干瓢變成褐色。
為了防霉防蟲，並保持美觀的色澤，乾干瓢會經過二氧化硫的燻蒸漂白處理。不過，市面上也有未經燻蒸、無漂白的干瓢選項可供消費者選擇。過量的二氧化硫是有害物質，日本的食品衛生法規定每公斤干瓢中殘留不得超過5.0克。

## 產地及歷史

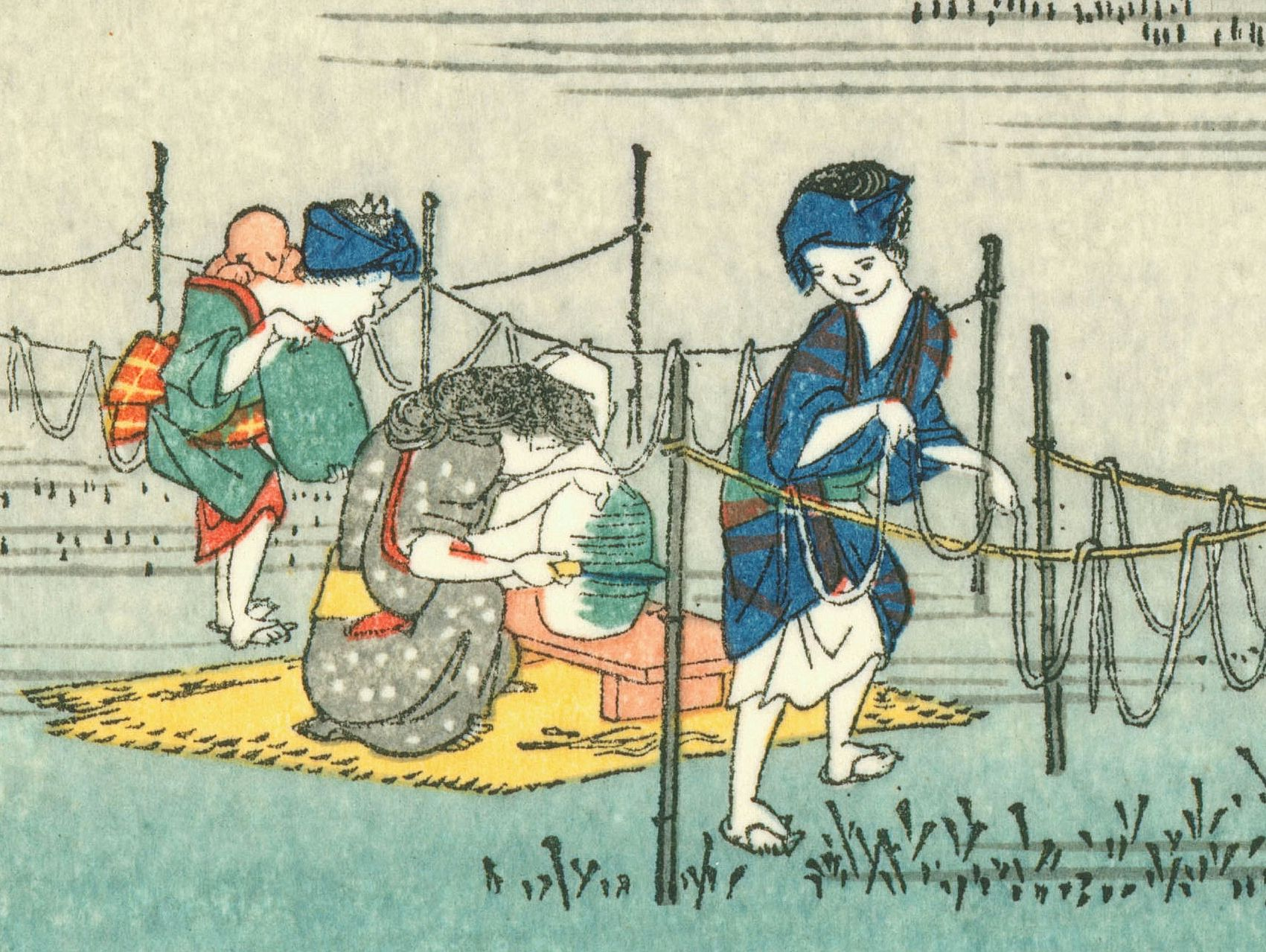
浮世繪中的干瓢晾曬（《東海道五十三次》水口宿）

16世紀，有留學僧從中國大陸帶回素齋中的干瓢。《毛吹草》和《五畿內志》等文獻記載，大阪的木津村自古以來就是著名的干瓢產地，據說是由神功皇后從韓國帶回種子。在江戶時代，干瓢的生產通過水路傳至近江國的水口（現滋賀縣甲賀市），成為近江的特產品。歌川廣重的浮世繪連作《東海道五十三次》中，描繪了水口宿晾曬干瓢的景象。20世紀以後，栃木縣南部成為主要產地，佔日本干瓢生產的八成以上。據說，1712年，水口藩藩主鳥居忠英調任至下野國（栃木縣）壬生藩時，從水口帶來了葫蘆種子，從而奠定了栃木縣作為干瓢生產重鎮的地位。
現在，在日本市面上銷售的干瓢中，大約80%為進口產品，主要來自中國大陸等地，多被用於商業用途。而日本國內生產的干瓢約占20%，多直接銷售給消費者。同時，中國大陸也有食用乾燥干瓢的習慣。1970年，干瓢被從消費者物價指數的品目中刪除。

## 食用方式
全国性的用途包括卷壽司的干瓢巻、太巻壽司、散壽司的配料、煮物中的昆布巻、油炸巾着、白菜卷的綁帶等。
在產地栃木縣，干瓢還被用於燉菜、炒菜、金平、拌菜等。加蛋和海苔的干瓢湯的被稱為「雷湯」，常出現在日本學校的營養午餐）近年來，干瓢還逐漸被用於沙拉材料和炸物的衣料中。
作為當年壬生藩栽培干瓢的地區，壬生町保存有藩主鳥居忠燾食用干瓢的紀錄《御獻立帳》。基於這一歷史淵源，壬生町積極地將干瓢料理作為當地美食進行推廣，甚至發展出了以葫蘆為原料的特色甜品。
漂白干瓢在回泡時需要進行鹽揉和汆燙以去除殘留的硫磺。無漂白干瓢呈淡褐色，具有自然的甜味和鮮味，口感柔軟，但價格一般高於漂白品。

### 鐵砲巻
將海苔切成一半，卷成直徑約3厘米的細卷。使用水泡發後，經過甜鹹調味的干瓢作為內餡。因其細長的外形，這種壽司被稱為鐵砲巻。食用時，一般會先切成兩半，再進一步切成兩到三等分。

### 木津巻
在壽司店的隱語中，干瓢卷也被稱為「木津巻」。這種稱呼的來源有幾種說法，但都與特定的地名有關。
- 攝津國的木津是干瓢生產的起源地，當地干瓢的生產繁榮。
- 從山城國（今京都府南部）沿木津川（日语：木津川 (京都府)）運送至攝津的木津，干瓢卷便在此誕生。從大正時代到昭和時代，大阪市場上來自山城的木津干瓢成為了品牌。因此，在關西地區，干瓢被稱為木津。
- 正德二年（1712年），近江國水口藩（日语：水口藩）的藩主鳥居忠英（日语：鳥居忠英）調任至下野國壬生藩，他鼓勵當地栽培干瓢，為今日栃木縣的干瓢生產繁榮奠定了基礎。水口藩內的產地名稱即為木津。

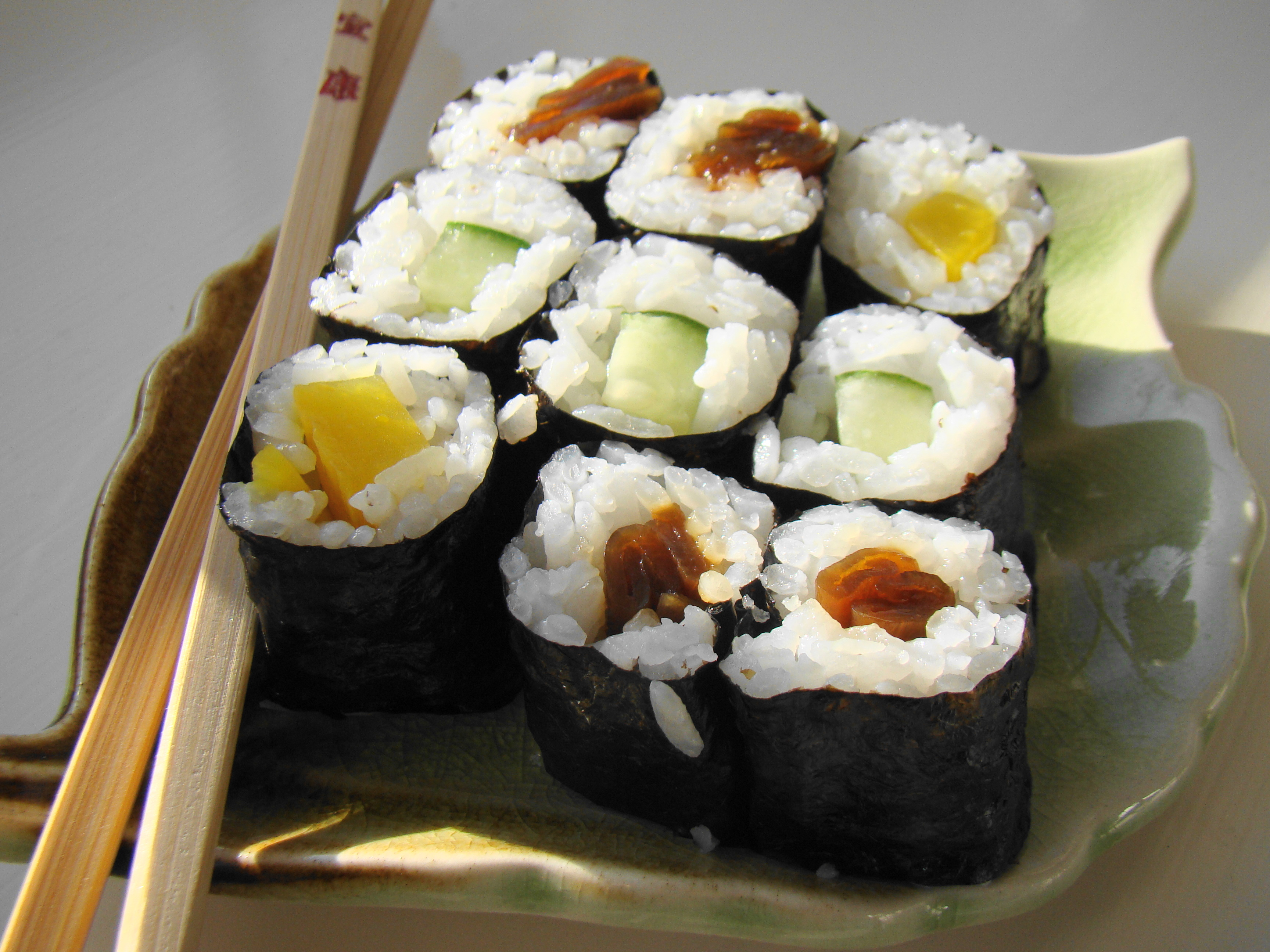
三種類的細巻。褐色的餡料是干瓢。綠色的是小黃瓜卷（黃瓜），黃色的是新香卷（澤庵漬（日语：沢庵漬け））。
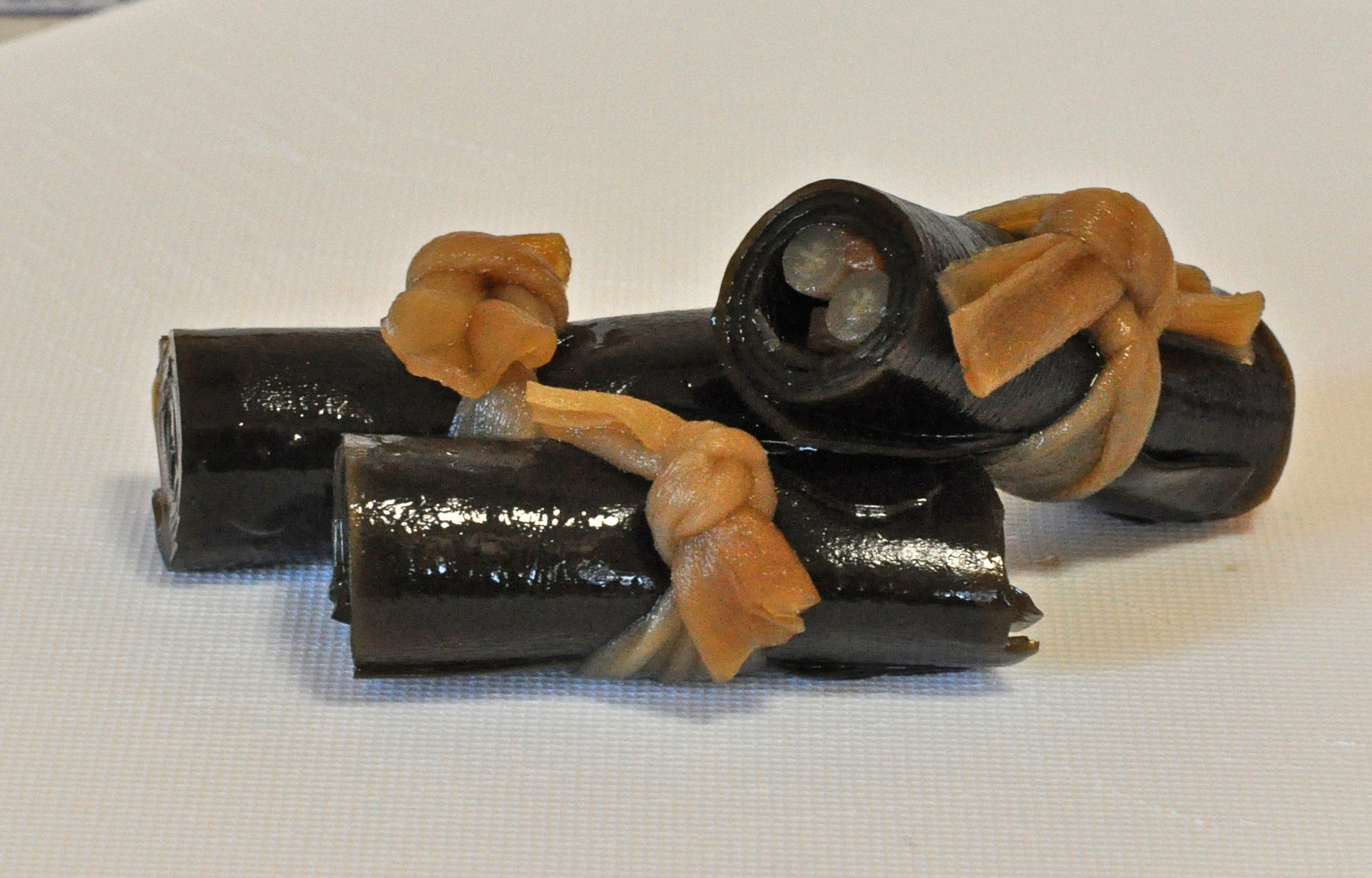
用干瓢綁紮的昆布巻（日语：昆布巻き）

## 非食材用途
在其他應用上，干瓢也成為了一種非傳統的材料選擇。例如，醫療器械製造商MANI與栃木縣下野市的自治醫科大學合作，開發了用干瓢製造的縫合練習工具套件。由於干瓢的彈性與人體皮膚相似，它成為了一種製作練習材料的理想選擇。。

## 其他
- 1月10日被定為干瓢日。
- 創作歌手佐藤弘子被任命為栃木縣下都賀郡壬生町的「干瓢大使（日语：観光大使）」，以推廣當地的干瓢文化和旅遊業[17]。

## 相關項目
- 葫蘆

## 外部連結
- 干瓢 様 （页面存档备份，存于）